# Tabanus auribundus
Tabanus auribundus är en tvåvingeart som beskrevs av Schuurmans Stekhoven 1926. Tabanus auribundus ingår i släktet Tabanus och familjen bromsar. Inga underarter finns listade i Catalogue of Life.